# Jean III de Bertrand
Pour les articles homonymes, voir Jean de Bertrand et Bertrand.
Jean de Bertrand (de Bertrandis), mort en mars 1365, est un évêque savoyard du XIVe siècle, évêque de Lausanne puis un archevêque-comte de Tarentaise, sous le nom de Jean III. Il est issu de la famille de Bertrand.

## Biographie

### Origines
Jean de Bertrand (de Bertrandis) est le fils de Jean de Bertrand, seigneur de Brussol (Bruzolo en vallée de Suse, Piémont), gentilhomme de Moûtiers (Tarentaise),,. Son grand-père, Willelme ou Guillaume, était le frère de l'archevêque-comte de Tarentaise Bertrand Ier de Bertrand.
La famille de Bertrand serait originaire de la ville de Suse, en Piémont, avant de s'installer en Savoie à partir du XIIIe siècle, notamment à Montmélian.

### Carrière ecclésiastique
Il est chanoine et trésorier du chapitre de Moûtiers vers 1336, sous l'épiscopat de son grand-oncle Bertrand Ier de Bertrand,, puis chanoine de Lausanne, ensuite chanoine et prévôt de la collégiale de Saint-Pierre à Aire-sur-la-Lys (diocèse de Thérouanne), en 1337.
Jean de Bertrand est choisi pour monter sur le siège de Lausanne le 6 mai 1341 et ordonné évêque le 10 juin.
Il est ensuite nommé archevêque-comte de Tarentaise, le 20 novembre 1342, à la suite de Bernard de Brussol ou Bertrand II de Novodomno,.
En 1343, il est nommé exécuteur testamentaire du comte Aymon de Savoie.

### Mort et succession
Jean de Bertrand meurt en mars 1365,,,.
Bruno Galland, à propos de la nomination de son successeur, Jean du Beton, fait remarquer que celui-ci reçoit la confirmation du pape Urbain V en mars 1365. Jean de Bertrand semble être mort quelques semaines plus tôt.